# Паулюс Славенас
Паулюс Вінцович Славенас (або Павло Вікентійович, лит. Paulius Slavėnas; 21 липня 1901 — 24 лютого 1991) — литовський астроном, академік АН Литовської РСР (1968).

## Біографічні відомості
Родився в Москві. У 1925 році закінчив Каунаський університет, в 1928 році — Єльський університет (США). Упродовж 1930—1940 років — приват-доцент Каунаського університету, з 1940 року — доцент, завідувач кафедрою математики, з 1941 року — професор. За фашистської окупації Литви був виключений з університету, З 1944 року зновц професор, у 1944—1952 і 1956—1969 роках — завідувач кафедрою астрономії, з 1969 року — професор-консультант Вільнюського університету. Упродовж 1949—1953 років — вчений секретар Академії наук Литовської РСР, у 1959 році організував Астрономічний сектор Академії.
Основні наукові дослідження присвячені вивченню будови і еволюції зоряних систем, астрофотометрії, теорії відносності. Ряд робіт стосується історії науки і питань формування наукового світогляду. Брав активну участь у організаційної і координаційної роботі істориків науки Литовської РСР.
Член-кореспондент Міжнародної академії історії науки (1966).
Заслужений діяч науки Литовської РСР (1959).